# Tampa Bay Buccaneers 1979
La stagione 1979 dei Tampa Bay Buccaneers è stata la 4ª della franchigia nella National Football League. Dopo avere vinto solamente tre partite in totale nelle prime tre stagioni, i Bus del 1979 ne vinsero 10, conquistando la NFC Central division e vincendo la prima gara di playoff della storia della franchigia, vinta contro i Philadelphia Eagles grazie a 142 yard corse da Ricky Bell. La corsa della squadra si interruppe a un passò dal Super Bowl, venendo sconfitta nella finale della NFC dai Los Angeles Rams..
I Buccaneers aggiunsero delle armi offensive alla loro solida difesa; un Doug Williams in salute disputò la sua prima stagione completa in carriera e Ricky Bell divenne il primo giocatore della franchigia a correre mille yard in una stagione, terminando con un primato in carriera di 1.263.

## Scelte nel Draft 1979
|  | = Pro Bowler |

| Scelta            | Giro | Giocatore      | Ruolo            | College           |
| 33 (da Oakland)   | 2    | Greg Roberts   | Guard            | Oklahoma          |
| 34                | 2    | Gordon Jones   | Wide Receiver    | Pittsburgh        |
| 60 (da Baltimore) | 3    | Jerry Eckwood  | Running Back     | Arkansas          |
| 78 (da Houston)   | 3    | Reggie Lewis   | Defensive End    | North Texas State |
| 80 (da Oakland)   | 3    | Rick Berns     | Running Back     | Nebraska          |
| 133 (da Houston)  | 5    | Chuck Fusina   | Quarterback      | Penn State        |
| 217 (da Miami)    | 8    | Gene Sanders   | Defensive Tackle | Texas A&M         |
| 225               | 9    | Henry Vereen   | Wide Receiver    | UNLV              |
| 281               | 11   | Bob Rippentrop | Tight End        | Fresno State      |
| 307               | 12   | David Logan    | Nose Tackle      | Pittsburgh        |

## Calendario
| Stagione regolare                                       |       |          |                        |             |        |                               |          |     |
| Turno                                                   | Data  | Ora      | Avversario             | Risultato   | Record | Stadio                        | Pubblico | TV  |
| 1                                                       | 1/9   | 8:00 pm  | Detroit Lions          | V 31–16     | 1–0    | Tampa Stadium                 | 68,225   | CBS |
| 2                                                       | 9/9   | 1:00 pm  | at Baltimore Colts     | V 29–26 DTS | 2–0    | Memorial Stadium              | 36,374   | CBS |
| 3                                                       | S16/9 | 1:00 pm  | at Green Bay Packers   | V 21–10     | 3–0    | Lambeau Field                 | 55,498   | CBS |
| 4                                                       | 23/9  | 1:00 pm  | Los Angeles Rams       | V 21–6      | 4–0    | Tampa Stadium                 | 69,497   | CBS |
| 5                                                       | 30/9  | 1:00 pm  | at Chicago Bears       | V 17–13     | 5–0    | Soldier Field                 | 55,258   | CBS |
| 6                                                       | 7/10  | 1:00 pm  | at New York Giants     | S 14–17     | 5–1    | Giants Stadium                | 72,841   | CBS |
| 7                                                       | 14/10 | 1:00 pm  | New Orleans Saints     | S 14–42     | 5–2    | Tampa Stadium                 | 67,640   | CBS |
| 8                                                       | 21/10 | 1:00 pm  | Green Bay Packers      | V 21–3      | 6–2    | Tampa Stadium                 | 67,186   | CBS |
| 9                                                       | 28/10 | 1:00 pm  | at Minnesota Vikings   | V 12–10     | 7–2    | Metropolitan Stadium          | 46,906   | CBS |
| 10                                                      | 4/11  | 1:00 pm  | Atlanta Falcons        | S 14–17     | 7–3    | Atlanta-Fulton County Stadium | 55,150   | CBS |
| 11                                                      | 11/11 | 1:00 pm  | at Detroit Lions       | V 16–14     | 8–3    | Pontiac Silverdome            | 70,461   | CBS |
| 12                                                      | 18/11 | 1:00 pm  | New York Giants        | V 31–3      | 9–3    | Tampa Stadium                 | 70,261   | CBS |
| 13                                                      | 25/11 | 1:00 pm  | Minnesota Vikings      | S 22–23     | 9–4    | Tampa Stadium                 | 70,039   | CBS |
| 14                                                      | 2/12  | 1:00 pm  | Chicago Bears          | S 0–14      | 9–5    | Tampa Stadium                 | 69,508   | CBS |
| 15                                                      | 9/12  | 1:00 pm  | at San Francisco 49ers | S 7–23      | 9–6    | Candlestick Park              | 44,506   | CBS |
| 16                                                      | 16/12 | 2:00 pm  | Kansas City Chiefs     | V 3–0       | 10–6   | Tampa Stadium                 | 63,624   | NBC |
| Playoff                                                 |       |          |                        |             |        |                               |          |     |
| Divisional                                              | 29/12 | 12:30 pm | Philadelphia Eagles    | V 24–17     | 11–6   | Tampa Stadium                 | 71,402   | CBS |
| Finale NFC                                              | 6/1   | 12:30 pm | Los Angeles Rams       | S 9–0       | 11–7   | Tampa Stadium                 | 72,033   | CBS |
| Gli avversari della propria division sono in grassetto. |       |          |                        |             |        |                               |          |     |

     indica che la partita è stata disputata di sabato

## Premi
- Lee Roy Selmon:

miglior difensore dell'anno della NFL